# Sudhir Kakar
Sudhir Kakar (* 25. Juli 1938 in Nainital, Uttarakhand; † 22. April 2024) war ein indischer Psychoanalytiker, Gelehrter und Schriftsteller, dessen Arbeiten bedeutende Ressourcen für das Verständnis der Schnittstellen von Kultur, Religion und Psychoanalyse bieten.

## Leben und Werk
Sudhir Kakar wurde als Beamtensohn geboren und verließ für sein Studium in Europa und Amerika eine in traditionelle indische Kultur eingebettete Kindheit und Jugend. Ende der 1950er-Jahre traf er auf einem Frachter in einer Hamburger Schiffswerft ein, „um der Großfamilie zuliebe etwas Nützliches zu lernen“. Auf der Werft Howaldtswerke arbeitete er nach einem anfänglichen Praktikum später als Ingenieur. Er studierte in Mannheim Wirtschaftswissenschaften und kehrte dann vorübergehend nach Indien zurück, wo er zufällig Erik Erikson kennenlernte, der gerade sein Buch über Gandhi schrieb.
Erik Erikson war der Grund für die Hinwendung zur Psychoanalyse. Er hatte ebenso wenig wie Kakar Psychologie studiert und holte ihn als seinen Assistenten nach Harvard. Er absolvierte seine Ausbildung zum Psychoanalytiker am Sigmund-Freud-Institut in Frankfurt am Main. Seine Lehranalyse am Freud-Institut von Alexander Mitscherlich in Frankfurt hat er nach eigenen Angaben durch Marktforschung für Henkel verdient. Er praktizierte in New Delhi, lehrte in Harvard, Princeton, Chicago und Paris und lebte in Goa.
Er lebte viele Jahre in Benaulim, Goa, in einem alten portugiesischen Haus, das er seit 2003 bewohnte. Dort verbrachte er seine Tage mit Schreiben und nahm regelmäßig an internationalen Konferenzen und Gastdozenturen teil, unter anderem in Harvard, Princeton, Paris, Wien, Köln und Berlin. Trotz seines modern-westlich geprägten Berufs blieben seine indischen Wurzeln stets ein integraler Bestandteil seines Selbstverständnisses, wie er in seiner Autobiografie beschreibt.
Kakar litt zuletzt an Kehlkopfkrebs und verstarb am 22. April 2024 im Alter von 85 Jahren.

## Werk
Kakar galt als einer der führenden Psychoanalytiker Indiens und ein profundes Verständnis der indischen Kultur und Gesellschaft prägte sein gesamtes Werk. Sein erstes bedeutendes Buch Kindheit und Gesellschaft in Indien: Eine psychoanalytische Studie (1978) wurde in viele Sprachen übersetzt. Es veränderte das Bild Indiens im Westen grundlegend, indem es Einblicke in die von Frauen dominierte Erziehung und die nicht-konfliktreiche Beziehung zwischen indischen Vätern und Söhnen gab. In weiteren Werken wie Freud lesen in Goa: Spiritualität in einer aufgeklärten Welt und The Inner World verband Kakar psychoanalytische Theorie mit indischen gesellschaftlichen und spirituellen Kontexten. Seine Bücher, darunter auch Shamans, Mystics and Doctors und The Colours of Violence, hinterließen ein Erbe in der kulturellen und psychologischen Forschung.

## Auszeichnungen
Kakars wissenschaftliche und literarische Beiträge wurden vielfach geehrt, unter anderem mit dem Kardiner Award der Columbia University, dem Boyer Prize for Psychological Anthropology der American Anthropological Association, dem Merck-Tagore Award, der Goethe-Medaille, dem deutschen Bundesverdienstkreuz und dem Distinguished Service Award der Indo-American Psychiatric Association; 2021 erhielt er den Lotte-Köhler-Preis für psychoanalytische Entwicklungs-, Kultur- und Sozialpsychologie, der vom Hans Kilian und Lotte Köhler-Centrum (KKC) in Kooperation mit dem Sigmund-Freud-Institut (SFI) verliehen wird. Die französische Zeitung Le Nouvel Observateur würdigte ihn 2005 als einen der „25 Meisterdenker der Welt“.

## Veröffentlichungen (Auswahl)
- The inner world. A psycho-analytic study of childhood and society in India. Oxford University Press, Delhi 1978.
  - Kindheit und Gesellschaft in Indien. Eine psychoanalytische Studie. Nexus, Frankfurt am Main 1988.
- Shamans, mystics and doctors. A psychological inquiry into India and its healing traditions. Knopf, New York 1982.
  - Schamanen, Heilige und Aerzte. Psychotherapie und traditionelle indische Heilkunst. Übersetzt von Holger Fliessbach. Biederstein, München 1984.
- mit John M. Ross: Tales of love, sex and danger. Oxford University Press, Delhi 1986.
  - Über die Liebe und die Abgründe des Gefühls. Übersetzt von Udo Rennert. Beck, München 1986, ISBN 3-406-31569-0.
- The colors of violence. Cultural identities, religion and conflict. University of Chicago Press, Chicago 1996.
  - Die Gewalt der Frommen. Zur Psychologie religiöser und ethnischer Konflikte. Übersetzt von Barbara Hörmann. Beck, München 1997, ISBN 3-406-41783-3.
- Culture and psyche. Selected essays. Oxford University Press, Delhi 1997.
  - Kultur und Psyche. Psychoanalyse im Dialog mit nicht-westlichen Gesellschaften. Übersetzt von Katharina Kakar. Psychosozial, Giessen 2012, ISBN 978-3-8379-2098-7.
- hrsg. mit Wendy Doniger: Kamasutra. Kommentierte Neuübersetzung aus dem Sanskrit. Oxford University Press, Oxford 2002.
  - Kamasutra. Übersetzung von Robin Cackett. Wagenbach, Berlin 2004, ISBN 3-8031-3614-8.
- Mira and the Mahatma. Penguin, New Delhi 2004.
  - Die Frau, die Gandhi liebte. Übersetzt von Karl-Heinz Siber. Dtv, München 2008, ISBN 978-3-423-34461-6.
- mit Katharina Kakar: Die Inder. Porträt einer Gesellschaft. Beck, München 2006.
- Freud lesen in Goa: Spiritualität in einer aufgeklärten Welt. Übersetzt von Katharina Kakar. Beck, München 2008, ISBN 978-3-406-57072-8.
- A book of memory. Confessions and reflections. Penguin, New Delhi 2011.
  - Die Seele der Anderen. Mein Leben zwischen Indien und dem Westen. Übersetzt von Klaus Modick. Beck, München 2012, ISBN 978-3-406-64125-1.
- Young Tagore. The making of a genius. Penguin Books India, Gurgao 2014.
  - Der junge Tagore. Wie sich ein Genie herausbildet. Übersetzt von Barbara DasGupta. Draupadi, Heidelberg 2017, ISBN 978-3-945191-24-8.